# NK Mladost Miljevci
NK Mladost Miljevci je nogometni klub iz Miljevaca. Puno ime kluba je Nogometni klub Mladost Miljevci. Klub je nastao 1930. godine. Nadimak koji se najviše koristi je zeleni.
Na kraju 1. ŽNL Virovitičko-podravske 2022./2023. sezone seniori kluba su odbili nastup za sljedeću sezonu. Miljevci ove sezone nemaju seniorsku momčad kao i očekivano.
Sezone 2024./25. klub opet dobiva seniorsku momčad koja se natječe u 2. ŽNL Virovitičko-podravska Istok.

## Povijest
Klub je 1930. godine osnovao Matija Kortis. Za njega se igra memorijalni turnir u Miljevcima. Klub se natjecao većinu svoje povijesti na županijskom nivou. Gdje je uspio ostvariti poželjne rezultate sa sakupljajući preko 20 pehara kroz svoju povijest. Od tih pehara Miljevci su bili prvaci: II. ŽNL, Juniori SLA-ORA, III. ŽNL, itd. Trenutačni trener Miljevaca je Jozo Keler koji vodi pionirske kategorije kluba.

## Stadion Mladosti
Stadion Mladosti je stadion na kojem su Miljevci igrali kroz svoju cijelu povijest. Ima kapacitet od otprilike 450 ljudi. Podijeljeno na dvije tribine obrnute jedna od druge.

## Vanjske poveznice
- Nk "Mladost" Miljevci, facebook stranica (neaktivno)
- znsvpz.hr, Mladost (Mi) - Miljevci
- (engl.) sofascore.com, NK Mladost Miljevci
- Semafor HNS, NK Mladost Miljevci